# Afrotyphlops platyrhynchus
Afrotyphlops platyrhynchus är en ormart som beskrevs av Sternfeld 1910. Afrotyphlops platyrhynchus ingår i släktet Afrotyphlops och familjen maskormar. Inga underarter finns listade i Catalogue of Life.
Denna orm förekommer i nordöstra Tanzania. Arten lever i landskap där skogar, jordbruksmark och ängar bildar en mosaik. Honor lägger ägg.
Inget är känt angående populationens storlek och möjliga hot. IUCN listar arten med kunskapsbrist (DD).